# Minasteron tangens
Minasteron tangens là một loài nhện trong họ Zodariidae.
Loài này thuộc chi Minasteron. Minasteron tangens được Barbara C. Baehr & Rudy Jocqué miêu tả năm 2000.